# Премія імені Михайла Дерегуса
Премія імені Михайла Дерегуса — премія присуджується щороку художникам за визначні живописні або графічні твори (цикл творів), що відзначаються високим професіоналізмом виконання.
Премія названа на честь видатного українського художника Михайла Дерегуса. 
Премію присуджують щорічно до дня народження художника (5 грудня) у розмірі двадцяти тисяч гривень за рахунок коштів, передбачених в державному бюджеті. 
Премія присуджується у номінації «живопис» по парних роках, у номінації «графіка» — по непарних роках.
З 2021 року організаційно-методичний супровід присудження премії здійснює Державне агентство України з питань мистецтв та мистецької освіти.

## Лауреати премії
- 1999 рік — Мельничук Ігор Юліанович[2];
- 2022 рік — Гавришкевич Ігор Степанович за цикли творів «Козацькими стежками» та «Пращури» (номінація «живопис»)[3];
- 2023 рік — Шульц Ярослава за серію графічних робіт до книги Сергія Жадана «30 віршів про любов і залізницю» (номінація «графіка»)[4];
- 2024 рік — Яцків Любов Несторівна за іконостас у храмі Святої Софії – Премудрості Божої при Українському католицькому університеті у Римі (номінація «живопис»)[5].